# نوريكو فوكوشيما
نوريكو فوكوشيما (باليابانية: 福島のり子؛ بالكانا: ふくしま のりこ) هي متزحلقة حرة يابانية، ولدت في 18 أكتوبر 1979 في هاكوبا ‏ في اليابان.

## وصلات خارجية
- نوريكو فوكوشيما على موقع الاتحاد الدولي للتزلج (التزلج على المنحدرات الثلجية) (الإنجليزية)
- نوريكو فوكوشيما على موقع الاتحاد الدولي للتزلج (التزلج الحر) (الإنجليزية)
- نوريكو فوكوشيما على موقع أوليمبيديا (الإنجليزية)